# Ascoli Piceno
Ascoli Piceno, històricament anomenada Ascoli, és una ciutat de la regió de les Marques, capital de la província d'Ascoli Piceno, amb 47.404 habitants l'any 2020.

## Fills il·lustres
- Antonio Lozzi (1871-1943) compositor musical.

## Història
Amb el nom d'Asculum Picenum grec antic: Ἄσκουλον) va ser una ciutat del Picè situada vora el riu Tronto. S'anomenava Asculum Picenum per distingir-la d'una altra Asculum, a la Pulla. Estrabó diu que era una ciutat important i fortificada i Luci Anneu Flor la fa la capital dels picens abans de la conquesta romana que es va produir l'any 268 aC obra del cònsol Publi Semproni Sop que també es va apoderar de tota la regió.
A la guerra social va tenir un paper important, quan els seus habitants van matar als ciutadans romans, al procònsol Gneu Servili Cepió, i al seu legat Gai Fonteu. Això va marcar l'inici de la guerra. Gneu Pompeu Estrabó va enviar un exèrcit per sotmetre-la, però va ser vençut pels picentins. L'any següent la va assetjar i no la va poder conquerir per la gran defensa que en va fer el general Judacili, un milita nascut a Asculum, que finalment, al veure la derrota segura, es va suïcidar. Pompeu va entrar llavors a la ciutat i va fer matar tots els magistrats i als principals ciutadans i va enviar la resta a l'exili. La ciutat es va recuperar una mica i apareix més tard com un municipi romà secundari que Juli Cèsar va ocupar després de creuar el Rubicó. Publi Corneli Lèntul Espinter, que era a la ciutat amb 10 cohorts, es va retirar sense lluita.
Plini el Vell diu que Ascoli era la ciutat més il·lustre del Picenum. August hi va instal·lar una colònia romana. Va tenir importància fins a finals de l'Imperi, quan, durant les guerres gòtiques, Tòtila, rei dels ostrogots, la va assetjar i la va ocupar. Més tard va recuperar la seva importància, i Pau el Diaca diu que era una de les ciutats principals del Picè.
A l'alta edat mitjana estava sota el domini dels bisbes-comtes. L'any 1091 el Papa Urbà II va concedir el privilegi al capitoli local d'elegir al bisbe-comte. El partit imperial o gibelí es va organitzar sota els Argillano cosa que va provocar la guerra civil. Però el bisbe Esteve va aconseguir, en mig del misticisme de la Primera Croada que el cap dels Argillano anés cap a Terra Santa amb 1400 homes i 14 capitans, i allí va morir. No va tardar a reprendre's la guerra civil fins que el bisbe Presbiter va convidar a la ciutat a l'emperador güelf Lotari que el va nomenar comte. Però la situació es va tornar perillosa amb el seu successor Conrad III, gibelí; Presbiter va anar a Alemanya i va aconseguir els bons oficis de l'Emperador per establir la pau; Prestiber va rebre de Conrat el títol de príncep.
L'any 1183 va morir el bisbe Gisone, i es va elegir al primer podestà amb un govern municipal. El règim comunal va suplantar les atribucions civils del bisbe. La ciutat va rebre a Enric IV. El 1225 s'hi va estar Sant Francesc d'Assís. Frederic II la va ocupar i saquejar per posar-la sota obediència imperial. Els cònsols locals van ser empresonats, el bisbe expulsat i la dinastia güelfa va acabar els seus dies. La facció gibelina va assolir el poder i va construir la fortalesa de Tronto a la desembocadura del riu Tronto, antic Castrum Truentinum, que estava destruït des de feia molts anys. El litoral del Potenza al Tronto ja l'havia donat a la ciutat Otó IV. Aquesta dominació provocarà guerres amb la ciutat veïna de Fermo fins al segle xvi. El Papa Joan XXII l'any 1323 va confirmar la concessió imperial. Les primeres lluites amb Fermo són de passada la meitat del segle xiii. El 1280-1286 es va produir una guerra que va acabar amb la mediació del Papa. En aquest període van néixer a la ciutat els seus tres fills més il·lustres: Girolamo Masci da Lisciano (futur Papa Nicolau IV), Francesco Stabili conegut per Cecco d'Ascoli, el més famós acadèmic, astròleg i metge de la Bolonya de l'època (cremat viu per la inquisició a Florència el 1327); i Domenico Savi, conegut per Meco del Sacco, condemnat a ser cremat viu per heretgia. Cecco d'Ascoli i Meco del Sacco, representen la reacció contra la politització de l'església del seu temps.
L'any 1323 hi va tornar a haver una guerra contra Fermo, essent aquesta ciutat ocupada i saquejada. El 1348 els ascolans van donar el comandament del seu exèrcit a Galeoto Malatesta de Rimini que si bé va patir algunes derrotes al començament (com la pèrdua de Porto d'Ascoli) va derrotar decisivament a Fermo a San Severino. Això va donar a Galeoto la senyoria de la ciutat. Però una revolta popular aviat el va enderrocar i expulsar.
Al segle següent Francesc I Sforza va ser nomenat vicari pontifici de la Marca d'Ancona i es va establir a Ascoli. A Antonio Bentivoglio, que va intentar la rebel·lió, el va fer torturar i després el va embolicar en una pell de vaca i el va fer enterrat deixant el cap a fora, donant-li només pa i agua, fins que la gangrena el va matar. Una revolta dirigida pels Dal Monte, Sgariglia i Saladini, ajudats per un centenar d'homes del lloc d'Aquasanta dirigits per Vanne Ciucci, van restablir la llibertat el 1482, però es van haver de pagar 3000 escuts de tribut al papa Sixt IV per comprar la Libertas eclesiàstica, que deixava estalvia la sobirania del Papa sobre la república.
Llavors es van enfrontar Primeggiano i Guiderocchi, representants d'una noblesa local. Els Guiderochi van prendre el poder establint un consell dels nobles o senat i un consell de poble. Una altra guerra amb Fermo es va acabar amb un acord aprovat pel senat però Astolfo Guiderocchi no el va acceptar i això va portar a la sublevació del poble que el va obligar a l'exili. Els ascolans van demanar llavors un governador a Alexandre VI, que el 1502 va enviar al romà Alberini, però les lluites fraccionals van seguir i el 1535 es va incendiar el palau del poble amb el seu important arxiu. Els Malaspina van prendre el poder fins que Pau III va enviar com a governador a Angelini. Aquest va establir la pau però la tranquil·litat no va ser absoluta a causa del bandidisme i a l'actuació dels soldats.
A la mort de Juli II els ascolans es van revoltar contra el governador Sisto Vezio que es va refugiar a la catedral però va ser apressat i executat (1555). El nou legat pontifici Rocca, va aconseguir combatre els bandits. Per castigar la ciutat Pius IV li va segregar alguns castells (que Gregori XIII va restituir el 1573) i va establir una fortalesa (Fortezza Pia) contra enemics interns i externs. Amb Sixt V va portar una mica d'ordre però l'esperança de recuperar la llibertat republicana ja s'havia esvaït. El governador Landriani va seguir lluitant contra els bandits
Al segle xvii la ciutat va recuperar prosperitat gràcies al seu terreny fèrtil i la pau i tranquil·litat van ser la norma fins al final del segle xviii.
El 1796 els francesos la van ocupar. Després del fracàs del motí de Roma el 1797, Ascoli va decretar el 28 de febrer de 1798 la democratització del govern local (amb participació de totes les classes) i va crear la guàrdia cívica. Però quan Napoleó va abandonar Itàlia va esclatar la rebel·lió de la reacció que a Ascoli la va dirigir Giuseppe Costantini, anomenat Sciabolone, que amb l'ajut d'una banda dirigida per De Donatis, va derrotar a la guàrdia cívica a Ponte d'Arli, i va entrar a Ascoli el23 de gener de 1799, fins que finalment els republicans reagrupats el van expulsar el 12 de juny del mateix any; el general francès Monnier va deixar als seus homes que saquejaren la ciutat. S'instaurà un govern provisional però l'anarquia va durar un any. El 1800 Napoleó va unir Fermo, Camerino i Ascoli en una sola província coneguda per departament del Tronto de la que Fermo en va ser la capital. Dins aquesta província va formar part de la República Cisalpina i del Regne napoleònic d'Itàlia. El 1814 els austríacs la van ocupar i el 1815 es va restablir l'autoritat del Papa per decisió del Congrés de Viena. L'enviat del Papa va ser rebut amb mostres d'alegria.
L'any 1849 es va proclamar a Roma la República Romana i Ascoli hi va enviar delegats. Giuseppe Garibaldi va visitar la ciutat i va abraçar a Sciabolone al que va donar una espasa. Però caiguda Roma va arribar el comissari extraordinari Felice Orsini. El 1859 uns 80 voluntaris de la ciutat van combatre a San Martino, i el 1860 la ciutat va passar al Regne d'Itàlia.